# Антињак (Кантал)
Антињак (фр. Antignac) насеље је и општина у централној Француској у региону Оверња, у департману Кантал која припада префектури Морјак.
По подацима из 2011. године у општини је живело 285 становника, а густина насељености је износила 17,79 становника/km². Општина се простире на површини од 16,02 km². Налази се на средњој надморској висини од 495 метара (максималној 928 m, а минималној 468 m).

## Демографија
| 1962. | 1968. | 1975. | 1982. | 1990. | 1999. | 2011. |
| ----- | ----- | ----- | ----- | ----- | ----- | ----- |
| 449   | 439   | 361   | 305   | 335   | 292   | 285   |

График промене броја становника у току последњих година